# Condado de Chester (Carolina del Sur)
El condado de Chester  (en inglés: Chester County, South Carolina), fundado en 1785, es uno de los 46 condados del estado estadounidense de Carolina del Sur. En el año 2000 tenía una población de 34 068 habitantes con una densidad poblacional de 23 personas por km². La sede del condado es Chester.

## Geografía
Según la Oficina del Censo, el condado tiene un área total de 1518 km² (586,1 mi²), de la cual 1505 km² (581,1 mi²) es tierra y 16 km² (6,2 mi²) es agua.

### Condados adyacentes
- Condado de York norte
- Condado de Lancaster este
- Condado de Fairfield sur
- Condado de Union oeste

### Área Nacional Protegida
- Bosque Nacional Sumter (parte)

## Demografía
En el 2000 la renta per cápita promedia del condado era de $32 425, y el ingreso promedio para una familia era de $38 087. El ingreso per cápita para el condado era de $14 709. En 2000 los hombres tenían un ingreso per cápita de $30 329 contra $21 570 para las mujeres. Alrededor del 15.30% de la población estaba bajo el umbral de pobreza nacional.

## Lugares

### Ciudades y pueblos
- Chester
- Eureka Mill
- Fort Lawn
- Gayle Mill
- Great Falls
- Lowrys
- Richburg